# Arteria recurrente cubital anterior
La arteria recurrente cubital anterior es una arteria en el antebrazo. Es una de las dos arterias recurrentes que surgen de la arteria cubital, la otra es la arteria recurrente cubital posterior. 
Surge de la arteria cubital inmediatamente debajo de la articulación del codo, corre hacia arriba entre el músculo braquial y el músculo pronador redondo y suministra ramitas a esos músculos. Delante del epicóndilo medio se anastomiza con las arterias colaterales cubitales superior e inferior